# بطالة (سيلان)
بُطَّالَة (بالهندستانية: پٹلم) من مدن سيلان وعدة أهلها 45 ألف نسمة.

## أعلام
- حميد حسين شيخ إسماعيل